# Kreissparkasse Ludwigsburg
Die Kreissparkasse Ludwigsburg ist eine öffentlich-rechtliche Sparkasse mit Sitz in Ludwigsburg in Baden-Württemberg. Ihr Geschäftsgebiet ist der Landkreis Ludwigsburg.

## Organisationsstruktur
Die Kreissparkasse Ludwigsburg ist eine Anstalt des öffentlichen Rechts. Rechtsgrundlagen sind das Sparkassengesetz für Baden-Württemberg und die durch den Kreistag des Landkreises Ludwigsburg erlassene Satzung. Organe der Sparkasse sind der Vorstand, der Verwaltungsrat und der Kreditausschuss.
Mitglieder des Vorstands sind Heinz-Werner Schulte als Vorsitzender, Thomas Raab und Thomas Geiger. Stellvertretende Mitglieder sind Manfred Ebert, Stefan Ziegner und Thomas Nytz. Der Verwaltungsrat mit Landrat Dietmar Allgaier als Vorsitzendem besteht aus 18 Mitgliedern. Mitglieder des Kreditausschusses sind der Vorsitzende und drei weitere Mitglieder des Verwaltungsrats. Weiterhin wurde ein Beirat als beratendes Gremium für den Vorstand errichtet.
Für das Privatkundengeschäft bestehen drei Regionaldirektionen in Ludwigsburg, Bietigheim und Ditzingen. Weitere Marktbereiche sind das Unternehmenskunden-Center, der Digitale Vertrieb, das Wealth Management und der Bereich Mittelstand|Privatvermögen. Daneben gibt es 13 zentrale Bereiche. Das Auslandsgeschäft wird von der S-International Südwest betrieben.

## Geschäftsausrichtung und Geschäftserfolg
Die Kreissparkasse Ludwigsburg betreibt als Sparkasse das Universalbankgeschäft. Sie ist Marktführer in ihrem Geschäftsgebiet. Mit einer dort ausgewiesenen Bilanzsumme von 12,67 Milliarden Euro nahm sie in der Sparkassen-Rangliste 2023 Platz 18 von insgesamt 353 Sparkassen ein. Im Verbundgeschäft arbeitet die Kreissparkasse mit der Landesbausparkasse Süd, der SV SparkassenVersicherung, der Deutschen Leasing und der DekaBank zusammen.

## Geschichte

1896 eingeweihtes Gebäude der Oberamtssparkasse Ludwigsburg an der Ecke Blumenstraße/Gartenstraße in Ludwigsburg

Nachdem man bereits 1848 die Statuten für eine Oberamtssparkasse für das Oberamt Ludwigsburg festgelegt hatte, gab die Amtsversammlung im Ludwigsburger Tagblatt vom 21. Dezember 1851 die Errichtung einer Oberamtssparkasse zum 1. Januar 1852 bekannt. Zweck der Anstalt war die Annahme von Einlagen zur Ansammlung von Ersparnissen. Erster „Cassier“ wurde der Gemeinderat Louis Bührer, In den Folgejahren wurde das Spareinlagengeschäft mit Privatpersonen und öffentlichen Kassen betrieben, ab den 1870er Jahren wurden die Einlagen in Hypotheken, sonstigen Krediten und Wertpapieren angelegt. Im Jahr 1896 bezog die Oberamtssparkasse an der Ecke Garten- und Blumenstraße erstmals ein eigenes Gebäude.
Im Jahre 1922 wurde zusätzlich zu den bei den Gemeinden im Oberamt eingerichteten Ortssparpflegern die erste Zweigstelle in Kornwestheim eröffnet. Nach der Inflation 1923 konzentrierte die Sparkasse ihre Aktivitäten auf die Förderung des Sparens. Sie beteiligte sich 1925 an der Ausrichtung des ersten Weltspartags. Nach der Deutschen Bankenkrise wurden die Sparkassen in Deutschland 1932 aus den Kommunalverwaltungen ausgegliedert. Die Oberamtssparkasse Ludwigsburg wurde damit unter dem damaligen Sparkassenleiter Karl Zoller rechtsfähige Anstalt des öffentlichen Rechts. 1934 erfolgte die Umbenennung in Kreissparkasse Ludwigsburg. Mit der Kreisreform von 1938 wurde das Geschäftsgebiet der Kreissparkasse erheblich vergrößert, da die ehemaligen Oberämter Marbach und Besigheim mit ihren Sparkassen in den Landkreis eingegliedert wurden. Hinzu kamen noch Filialen aus den Oberämtern Vaihingen und Waiblingen.
Nach dem Zweiten Weltkrieg wurde die neue Hauptstelle gebaut und am 22. April 1953 eingeweiht. Die 1960er und 1970er Jahre waren durch die Einführung der Privatgirokonten, den Ausbau der elektronischen Datenverarbeitung sowie des Wertpapier- und Kreditgeschäfts geprägt. Der erste Geldautomat wurde 1970 in Bietigheim installiert. Im Zuge der Kreisreform wurden 1973/74 insgesamt 27 Geschäftsstellen von den Kreissparkassen Backnang, Vaihingen, Leonberg und Heilbronn übernommen. 1978 schloss sich die Kreissparkasse dem Rechenzentrum der Württembergischen Sparkassenorganisation (RWSO) an. 1990 nahm die Kreissparkasse Ludwigsburg am bundesweiten Pilotversuch zur Einführung von Electronic Cash teil. 1997 wurde die Hauptstelle in Ludwigsburg modernisiert und erweitert. Am 11. September 2004 erfolgte die Migration aller IT-Anwendungen auf das einheitliche System OSPlus der Finanz Informatik. 2007 wurde ein Erweiterungsbau mit dem Veranstaltungszentrum Louis-Bührer-Saal fertiggestellt. Im Jahr 2015 wurde auf dem Schillerplatz vor der Kreissparkasse das Weltrekordsparschwein Louise eröffnet und als größtes Sparschwein der Welt in das Guinnessbuch der Rekorde eingetragen. 2016 gründete die Kreissparkasse Ludwigsburg gemeinsam mit der Kreissparkasse Heilbronn als gemeinsame Tochtergesellschaft die S-International Baden-Württemberg Nord, die 2024 zur S-International Südwest umfirmierte.